# Myles Turner

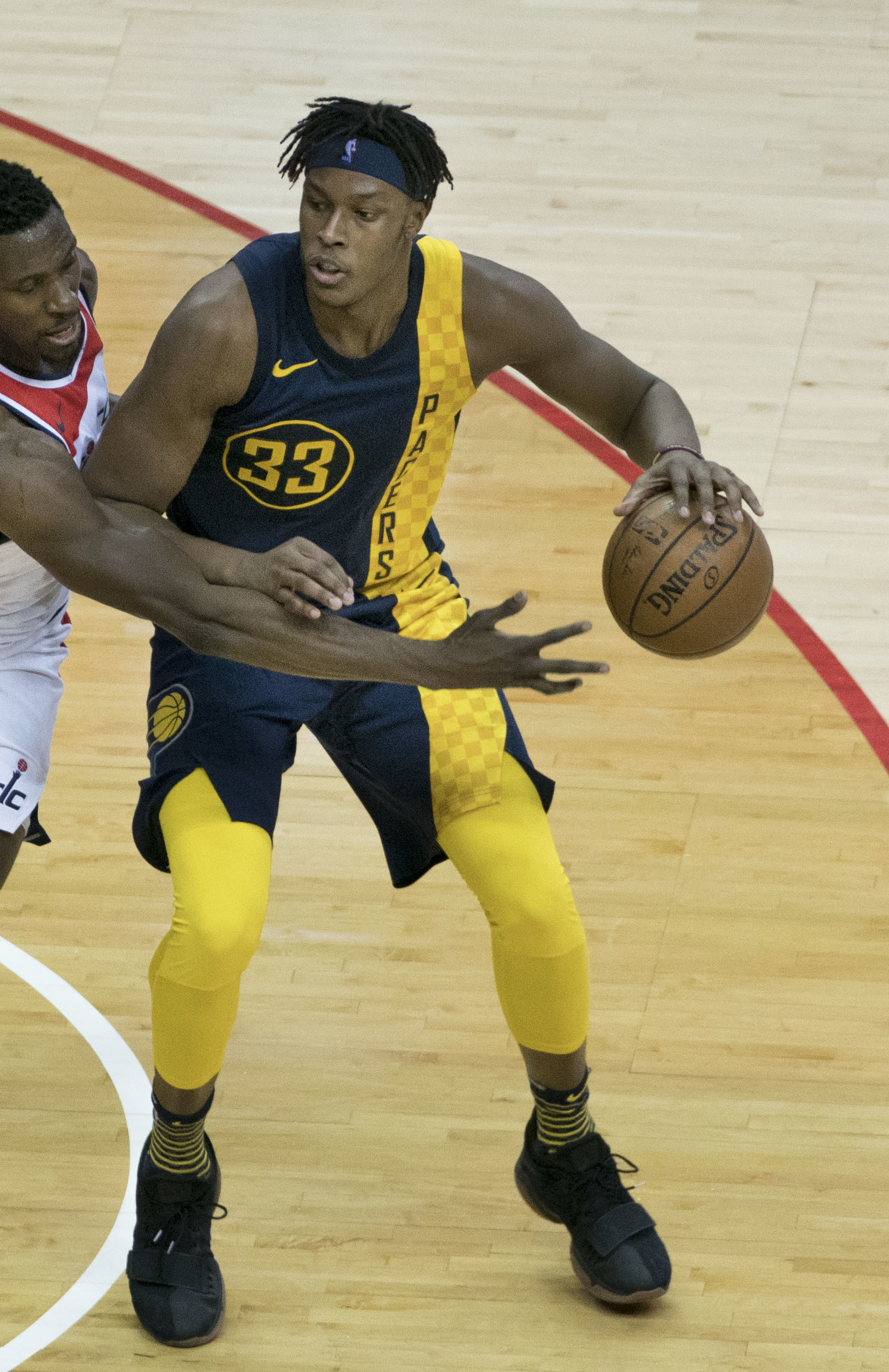
Myles Turner, 2018.

Myles Christian Turner, född 24 mars 1996 i Bedford i Texas, är en amerikansk basketspelare. Han spelar i NBA-laget Milwaukee Bucks.
Han blev draftad av Indiana Pacers inför säsongen 2015/2016.

## Lag
- Indiana Pacers (2015–)